# Montanhas Baikal

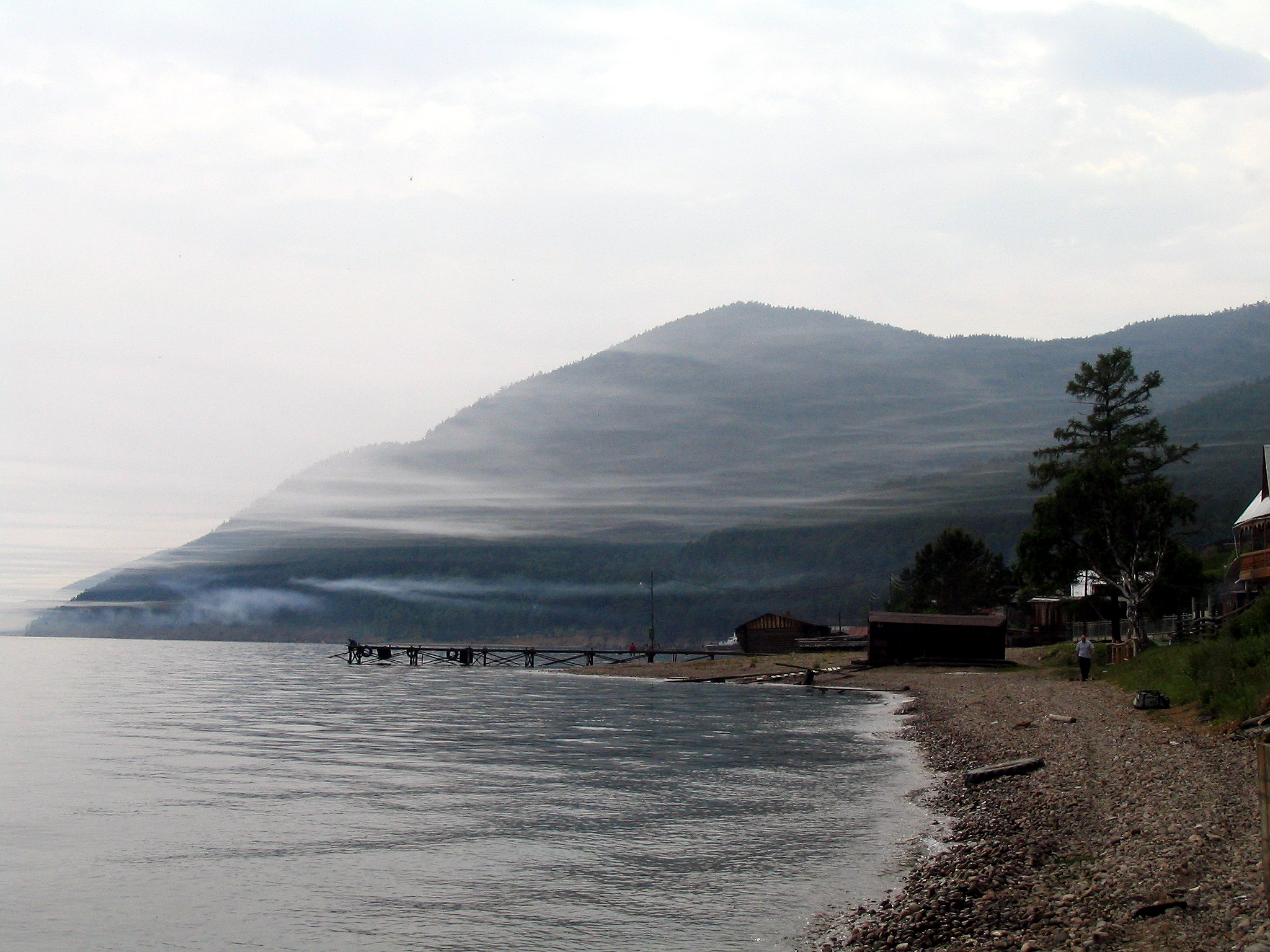
As montanhas e lago no Verão, vistos de Bolshiye Koty

As Montanhas Baikal situam-se a norte do Lago Baikal no sul da Sibéria, Rússia. O Planalto Central Siberiano tem a sul a parte oriental das Montanhas Sayan e as Montanhas Baikal.
Nesta cordilheira nasce o Rio Lena. O seu ponto mais elevado é o Monte Chersky (2572m) que recebeu o seu nome em homenagem ao explorador polaco Jan Czerski.